# Teano
Teano je město v jižní Itálii, v provincii Caserta, v Kampánii. Nachází se asi 30 kilometrů severozápadně od hlavního města Kampánie, Caserty. Stojí na jihovýchodním úpatí vyhaslé sopky Rocca Monfina. V roce 2018 mělo město 12 303 obyvatel.
Město založili Oskové pod názvem Teanum Sidicinum. Pravděpodobně v roce 334 př. n. l. se podřídilo Římské republice. Strabón o něm mluvil jako o "nejdůležitějším městě na Via Latina". Město má i prastarou křesťanskou tradici, místní katedrála sv. Klimenta je sídlem římskokatolické diecéze Teano-Calvi, která vznikla již roku 300 jako diecéze Teano. V historii města sehráli značnou roli též benediktíni, kteří se sem přemístili z Monte Cassina, když bylo jejich opatství v roce 883 zničeno. Teano je známé také jako místo slavného setkání mezi italským nacionalistickým bojovníkem Giuseppem Garibaldim a sardinským králem Viktorem Emanuelem II. Garibaldi věřil v republiku, ale v zájmu národní jednoty republikánský ideál obětoval a právě v Teanu potřásl Viktoru Emanuelovi rukou a pozdravil ho jako italského krále. K setkání došlo 26. října 1860.
Co se týče památek, z antických časů se dochovalo divadlo a lázně. Po slavném amfiteátru, který je zmíněn v několika písemných zdrojích, však nezůstaly žádné stopy. Nejvýznamnější středověkou památkou je Katedrála sv. Klimenta (také nazývaná San Giovanni Ante Portam Latinam), jejíž stavba byla zahájena kolem roku 1050 a dokončena roku 1116. Na její stavbu byly použity korintské sloupy z ruin starověkého města. Pozoruhodné je, že portikus před průčelím obsahuje dvě sfingy z červené žuly, pocházející z jakéhosi pohanského chrámu. V kryptě kostela se nachází pozoruhodný sarkofág z římských časů. Nejde ovšem o nejstarší kostel ve městě, tím je kostel sv. Benedikta z 9. století, který užívali výše zmínění benediktíni. Dokonce již ve 4. století byl založen kostel San Paride ad Fontem, avšak z původní stavby se nedochovalo téměř nic, současná podoba pochází z 11. nebo 12. století.